# Vitica
Vitica je bil od leta 694 do svoje smrti kralj iberskega Vizigotskega kraljestva, * okoli 687, † verjetno 710. 
Do leta 702 ali 703 je bil sovladar svojega očeta Egika. 

## Sovladar
Egika je že na začetku svoje vladavine jasno povedal, da namerava svoji družini zagotoviti trdno oblast, s katere je ne bo mogoče odstraniti. V sedmem letu svoje vladavine (od novembra 693 do novembra 694), verjetno leta 694, je za sokralja imenoval svojega sina Vitico. Kronika iz leta 754 ta dogodek postavlja v leto 698, numizmatična analiza kovancev pa podpira tezo, da je Vitica vladal od leta 694. Imenovanje Vitice za sokralja sovpada z uporom Sunifreda, ki bi lahko bil vzrok ali posledica imenovanja. 
15. ali 24. novembra 700 je bil Vitica maziljen za kralja. Dogodek je tudi zadnji zapis v seznamu vizigotskih kraljev v Kroniki Vizogotskega kraljestva (Chronica Regnum Visigothorum). Vzrok za zakasnitev med njegovim imenovanjem za sokralja in maziljenjem, ki so mu pripisovali velik pomen, je bila najverjetneje njegova polnoletnost. Tisto leto je verjetno dopolnil štirinajst let.
Nekje med skupno vladavino Egike in Vitice je bizantinsko ladjevje napadlo obale južne Španije a je Teudimer napad odbil. Datacija tega dogodka je sporna. Napad je bil morda del Leoncijeve odprave na pomoč Kartagini leta 697, lahko pa se je zgodil okoli leta 702 ali celo kasneje. Leta 698 je v Konstantinoplu izbruhnila kuga, ki se je po Sredozemlju razširila proti zahodu in leta 701 dosegla Španijo. Težko stanje je prisililo oba kralja na beg iz njune prestolnice Toledo. 

## Samostojni vladar

### Ukrepi po očetovi smrti
Egika je umrl leta 702 ali 703. Kmalu po njegovi smrti je bil sklican Osemnajsti toledski koncil, ki sta ga vodila Vitica in toledski nadškof Gunderik ali Sindered. Koncilski dokumenti so se izgubili, lahko pa bi bili sporni in so bili zato uničeni. Kronika Alfonza III. namreč omenja, da je Vitica poskusil prisiliti katoliške škofe v njegovem kraljestvu, da se poročijo. V Kroniki iz leta 754 je omenjeno, da je Vitica ukazal Sinderedu, naj pritisne na svojo duhovščino, kaj točno je to pomenilo, pa ni znano. To bi lahko pomenilo, naj ratificira odločitev Trulanske sinode, ki je dovolil duhovniško poroko. Po Kroniki Alfonza III. je Fruela I. Asturski (vladal 757–768) to odločitev razveljavil. Iz dogodkov veje občutek, da si je Vitica prizadeval odpraviti korupcijo v vizigotski katoliški cerkvi.
Med prvimi dejanji po prihodu na prestol je bila preklic izgnanstva več plemičev. Vrnil jim je sužnje in zaplenjeno premoženje ter jih ponovno postavil na njihove palatinske položaje. Javno je dal zažgati vse obtožbe proti njim, njihove izjave in priznanja, ki so jih bili prisiljeni podpisati, in izjave o dolgu do državne blagajne. Vitica je v skladu z zakonom v kraljevo zakladnico vrnil tudi zemljo, ki jo je imela njegova družina. Vsa ta dejanja so bila verjetno odgovor na pritožbe glede očetove vladavine, za katere je menil, da jih je politično modro popraviti. Kronika iz leta 754 ima Vitico za  "usmiljenega" vladarja, vendar  kritizira način, kako je prišel na oblast.

### Zakonodaja
V letih svojega samostojnega vladanja je Vitica objavil dva nova zakona in izdal revidirano različico Liber Iudicorum (Vizigotski zakonik). Tudi revidirana izdaja zakonika bi lahko bila povezana s politično situacijo po Egikovi smrti in Viticovo potrebo po utrditvi svoje oblasti in pridobitvi podpore plemstva in duhovščine.
Vitica ni sprejel nobene zakonodaje, ki bi dodatno zatirala Jude, vendar verjetno ni razveljavil zakonodaje svojega očeta v zvezi z njimi. Zakon, ki predpisuje kaldarijo (preizkušnjo z vrelo vodo) za obtožene tatvine, in ga včasih pripisujejo Egiki, drugi pripisujejo Vitici.

## Smrt, nasledstvena kriza in zapuščina
Datuma Viticove smrti in konca njegove vladavine nista znana. Več ohranjenih seznamov vladarjev kaže, da je umrl (verjetno februarja) leta 710. Kronika leta 754 omenja, da je umrl leta 711, in namiguje, da je bil umorjen v državnem udaru, ki ga je vodil Roderik s podporo frakcije plemičev. Drugi viri trdijo, da je umrl naravne smrti, star komal dvajset let. 
Po njegovi smrti, naravni ali nasilni, ali odstavitvi, je bila Španija razdeljena med tekmeca: Roderika na jugu in Agilo II. na severu. Agila je bil morda Viticov sin in od približno leta 708 njegov sokralj. Drugi viri pravijo, da je Vitica po smrti zapustila dva mladoletna sinova. Ob smrti ga je "ljudstvo nadvse ljubilo, duhovščina pa nadvse sovražila".
Ne glede na dejanske okoliščine konca Viticove vladavine, spomin nanj še stoletje in pol kasneje ni bil pozitiven. Kronika Moissaca iz okoli leta 818 je zapisala, da se je "Vitica kot duhovnik posvetil ženskam in učil ljudi živeti razkošno. S svojim nečastnim življenjem je zapustil slab zgled svoji duhovščini in svojemu ljudstvu, s čimer je izzval Gospodov bes" (Witicha deditus in feminis exemplo suo sacerdote ac populum luxuriose vivere docuit, irritans furorem Domini). Kronika Alfonza III. omenja njegove številne žene in ljubice ter kako je prinesel "propad Španiji", medtem ko Kronika leta 754, napisana manj kot pol stoletja po njegovem smrti, piše, da je kraljestvu prinesel "veselje in blaginjo". 
Viticove sicer neznane sinove Kronika Alfonza III. obravnava kot izdajalce, ki so pomagali izročiti Španijo Mavrom. Opa, nejasna, a zgodovinska osebnost, naj bi bil Viticov brat, polbrat ali sin. Viticova  mladost in Opova  domnevne starost leta 711 skoraj izključujeta možnost, da bi bil njegov sin. Po eni od različic Kronike Alfonza III. je imela Vitica tri sinove: Olmunda, Romula in Ardabasta, ki je postal "grof kristjanov Coimbre". Olmund je gotsko ime, Romul rimsko in Ardabast (Artavazd) perzijsko.
Posesti Olmundove hčerke Sare al-Kutija in njenih bratov si je v nasledstveni krizi prilastil njihov stric Ardabast. Hčerka je zato odpotovala v Damask in zaprosila kalifa Hišama ibn Abd al-Malika, da se jim posesti vrnejo. Kalif je izpolnil njeno zahtevo.